# Run A Way
Run A Way – singel włoskiego projektu muzycznego The Soundlovers, wydany 16 lipca 1996 roku.

## Lista utworów
- Digital download (16 lipca 1996)[2]

1. „Run A Way” (Summer Reprise) – 3:08
2. „Run A Way” (Summer Shot Mix) – 3:13
3. „Run A Way” (Dub Mix) – 4:52
4. „Run A Way” (X-Perimental Mix) – 3:53

## Pozycje na listach
| Państwo          | Lista (1996–1997)   | Najwyższa pozycja |
| ---------------- | ------------------- | ----------------- |
| Niemcy           | Top 100 Singles     | 14                |
| Belgia (Walonia) | Ultratop 50 Singles | 17                |
| Holandia         | Single Top 100      | 21                |
| Szwajcaria       | Singles Top 100     | 35                |